# Si on avait besoin d'une cinquième saison
Albums de Harmonium
Harmonium
(1974) L'Heptade
(1976)
Si on avait besoin d'une cinquième saison (généralement dénommé Les cinq saisons ou La cinquième saison) est le deuxième album du groupe québécois Harmonium. Lancé le 15 avril 1975 sur l’étiquette Celebration, division de Quality Records (en), cet album s'inscrit comme l'un des plus marquants de l'histoire de la musique québécoise.

## Historique
À la suite du grand succès du premier album d'Harmonium, Serge Fiori veut une sonorité différente pour le suivant. Il invite Pierre Daigneault, ex-membre du groupe l'Infonie (flûtes, saxophones et clarinettes), à se joindre au groupe lors de la tournée du disque Harmonium et auditionne Serge Locat, ex-membre de Nécessité (piano, claviers), qui est un des premiers musicien du Québec à s'être procuré un mellotron, directement de Londres. Charmé par le personnage et son instrument, qui leur ouvre de nombreuses possibilités, Locat se joint aussi à la tournée et de nouvelles chansons commencent à prendre forme. 
Au début de 1975, le groupe a le luxe d'avoir un mois pour enregistrer leur album-concept. Cette fois, c'est au Studio Six à Montréal qu'ils enregistrent, avec Peter Burns comme ingénieur du son. Pour économiser sur les coûts, les séances se font la nuit. Lors de l'enregistrement de la chanson Dixie, Daigneault, qui répète son solo de clarinette dans la cage d'escalier, trouve que la sonorité y est excellente. Au moment de l'enregistrer, il somme l’ingénieur de son d'y faire la captation. Le mixage du disque est effectué par Burns et Nelson Vipond.
Pour la création de la pochette d'album, Serge Fiori demande à son voisin d'Outremont, le futur maître graveur Louis-Pierre Bougie, d'effectuer l'illustration de l'album. L'artiste utilise une technique mixte avec aquarelle, encre, peinture acrylique et pierre noire pour son œuvre. La cinquième saison, un conte écrit par Fiori, est inclus sur la pochette.
Le lancement est prévu le 15 avril 1975 dans un petit restaurant de la rue Prince-Arthur à Montréal mais la foule y est tellement grande que le tout est déplacé dans la rue. Le succès est encore au rendez-vous; cinquante mille exemplaires du disque sont déjà écoulés en prévente et deux cent spectacles à guichets fermés seront présentés en un an. Un 45-tours avec Dixie couplée à En pleine face est aussi publié.
L'album a atteint la 5e position du palmarès québécois le 19 avril 1975 et est resté dans les palmarès pour 56 semaines . Il est aussi nommé pour le prix Juno des meilleures ventes de l'année 1976,. Il est réédité sur CD en 1993 et il est annoncé qu'il sera remixé à l'occasion de son 45e anniversaire .
En 2019, toutes les chansons de ce disque sont retravaillées par Serge Fiori, Louis-Jean Cormier et Alex McMahon pour la bande-son du spectacle du cirque Éloize et publiées dans un album intitulé Seul ensemble. L'année suivante, le répertoire complet de l'œuvre du groupe a été transposé en musique classique par le chef d’orchestre Simon Leclerc de l'Orchestre symphonique de Montréal. Cette adaptation est publiée sur l'album Histoires sans paroles : Harmonium symphonique.

## Analyse artistique
Ce deuxième album est plus progressif et beaucoup plus poussé musicalement. En plus des deux musiciens qui se greffent au groupe on y invite aussi Marie Bernard, qui introduit les ondes Martenot et Judi Richards qui chante sur la pièce Histoires sans paroles. Le groupe y raconte Montréal, qui survit tant bien que mal aux saisons.
L'album débute en évoquant « le printemps et l'arrivée des couleurs » avec la chanson Vert, une des rares du répertoire du groupe qui soit principalement composée par Michel Normandeau. Le morceau le plus connu de l'album est sans doute Dixie (sous-titrée « Une toune qui me revient »), chanson joyeuse et colorée dans le style dixieland qui représente « l'été et l'arrivée de la chaleur ». Vient ensuite la pièce Depuis l'automne... (« L'automne et le départ de bien des choses ») qui débute au son des ondes Martenot qui soufflent comme un vent automnal auquel s'enchaîne des guitares acoustiques qui nous guident, pour plus de 10 minutes, d'un motif musical à l'autre, entrecoupés d'improvisations de guitare et de flûte, le tout ancré par les mélodies chantées par Serge Fiori. La face 2 du 33 tours débute avec En pleine face (« L'hiver et le départ de bien des gens »), une courte ballade où l'accordéon de Normandeau prend la vedette, surtout sur la finale. La dernière pièce, Histoires sans paroles, est une suite de thèmes instrumentaux, d'une durée de plus de 17 minutes, écrite par Fiori, qui représente « la cinquième saison » imaginaire.
L'album est une grande réussite, musicalement et commercialement. De plus, certaines chansons évoquent les aspirations souverainistes de l'époque :
« Depuis que j'sais qu'ma terre est à moé
L'autre, y est en calvaire
Eh! calvaire, on va s'enterrer!
Si c't'un rêve réveille-moi donc
Ça va être not' tour ça s'ra pas long
Reste par icitte parce ça s'en vient... » (Depuis l'automne).
En 2007, le journaliste Bob Mersereau (en) place ce disque à la 56e position dans son livre The Top 100 Canadian Albums (en), tandis qu'en 2015, le magazine américain Rolling Stone classe cet album à la 36e position des 50 meilleurs disques de rock progressif et le considère au sommet du mouvement folk progressif.

## Fiche technique

### Liste des chansons
| 1. | Vert                | Serge Fiori, Michel Normandeau | Michel Normandeau | 5:34  |
| 2. | Dixie               | Serge Fiori                    | Serge Fiori       | 3:26  |
| 3. | Depuis l'automne... | Serge Fiori, Michel Normandeau | Serge Fiori       | 10:25 |

| 4. | En pleine face                                                                         | Serge Fiori                           | Serge Fiori | 4:51  |
| 5. | Histoires sans paroles - L'isolement / L'appel / La rencontre / L'union / Le grand bal | Instrumental. Vocalises Judi Richards | Serge Fiori | 17:12 |

### Interprètes
Harmonium
- Serge Fiori : chant, guitare acoustique 6 cordes, guitare acoustique 12 cordes, flûte traversière, mandoline, percussions
- Michel Normandeau : chœurs, guitare acoustique six cordes, accordéon, dulcimer
- Louis Valois : chœurs, basse, piano électrique
- Pierre Daigneault : clarinette, clarinette basse, flûte à bec, flûte traversière, flûte en sol, piccolo, saxophone soprano
- Serge Locat : piano, piano électrique, mellotron, synthétiseur

Musiciens additionnels
- Marie Bernard : ondes Martenot (sur Depuis l'automne... et En pleine face)
- Judi Richards : chœurs (sur Histoires sans paroles)

### Équipe de production
- Producteur : Peter Burns
- Ingénieur : Peter Burns
- Mixage : Nelson Vipond
- Arrangements et direction musicale : Harmonium
- Illustrations : Louis-Pierre Bougie[4]
- Direction artistique : Yves Ladouceur (Concept Québec)[15]